# Ласунский, Михаил Ефимович
Михаи́л Ефи́мович Ласу́нский (Ласунской) (1739 — 12 (23) июля 1787) — генерал-поручик, камергер.

## Биография
Родился в 1739 году. Один из сыновей лейб-кампанца Ефима Андреевича Ласунского (1710—03.01.1756) и его жены Марфы Васильевны (1723—10.09.1791). Отец его за участие в возведении на престол Елизаветы Петровны пожалован 17 декабря 1741 года из капралов Преображенского полка в гренадеры, затем вице-капралы Лейб-кампании; в 1746 году был назначен квартирмейстером.
Капитан-поручик Измайловского полка Михаил Ефимович Ласунский во время переворота 1762 года убедил примкнуть к заговору шефа полка Кирилла Григорьевича Разумовского, за что 3 августа получил от новой императрицы Екатерины II 800 душ крестьян мужского пола. Вовлечение Ласунского в заговор приписывала себе княгиня Дашкова, которая написала в мемуарах:

Я переговорила с некоторыми офицерами полка Разумовского, уже верившими в меня, — с двумя Рославлевыми и Ласунским, коротко известными маршалу; последний из них даже имел значительное влияние на него, если верить молве. Всё шло по моему желанию, и наш стратегический план увенчался полным успехом.
Женился Ласунский на богатой наследнице графине Наталье Фёдоровне Апраксиной, дочери графа Фёдора Андреевича и правнучке генерал-фельдмаршала Б. П. Шереметева. Среди прочих имений, взял за невестой воронежскую вотчину в 1060 душ мужского пола, включая село Борки (ныне Архангельские Борки), где выстроил каменную церковь.
На пожалования за участие в перевороте Ласунский приобрёл подмосковное имение Трёхсвятское и усадьбу в Кривоколенном переулке, куда удалился после того, как в 1764 году был отправлен в отставку за покушение на жизнь братьев Орловых.
Умер 12 (23) июля 1787 года в собственном доме в приходе церкви Святого Евпла на Мясницкой. Похоронен в Спасо-Андрониковом монастыре рядом с могилой старшей дочери Александры (ум. 08.04.1763).

## Семья
Имел четырёх дочерей и столько же сыновей.
Наиболее примечателен из них Павел Михайлович (08.07.1777—14.12.1829) — гофмейстер императрицы Марии Фёдоровны; генерал-майор с 18 ноября 1804 года; с 18 по 26 ноября 1804 г. — шеф Воронежского мушкетёрского полка; с 26 ноября 1804  по 1810 год — гофмаршал Александра I; при Александре I «разъезжал по внутренности России с препоручениями министерства внутренних дел для осмотра некоторых фабрик и заведений»; при Николае I c 1826 года камергер Двора Его Императорского Величества, действительный статский советник при министерстве внутренних дел; скончался от водянки, похоронен в Александро-Невской лавре; с 1821 года кавалер ордена Св. Анны 1-й степени;  жены: Анна Гавриловна (ок. 1780 — 22.06.1810) и Маргарита Михайловна (02.01.1780—29.04.1852), известная основанием монастыря на Бородинском поле. Был бездетным.
Другие сыновья:
- старший — Фёдор Михайлович, бригадир с 1 января 1791 года
- Дмитрий Михайлович (1767—04.02.1807[8]), генерал-майор (1803); был женат с 10 января 1804 года[9] на московской мещанке Надежде Ивановне Смирновой.
- Алексей Михайлович (01.03.1773—08.05.1821), генерал-майор (с 11.10.1799), шеф мушкетёрского своего имени Ярославского полка (11.10.1799—25.12.1801).